# Leichtathletik-Weltmeisterschaften 2017/Teilnehmer (Authorised Neutral Athletes)
| Gelbes Symbol für Goldmedaillen mit stilisierten Olympischen Ringen | Graues Symbol für Silbermedaillen mit stilisierten Olympischen Ringen | Braundes Symbol für Bronzemedaillen mit stilisierten Olympischen Ringen |
| ------------------------------------------------------------------- | --------------------------------------------------------------------- | ----------------------------------------------------------------------- |
| 1                                                                   | 5                                                                     | —                                                                       |

Als Authorised Neutral Athletes (ANA) genehmigte der Internationale Leichtathletikverband (IAAF) 19 russischen Sportlern (sieben Athletinnen und zwölf Athleten) den Start bei den Weltmeisterschaften in London unter neutraler Flagge.

## Ergebnisse

### Frauen

#### Laufdisziplinen
| Athletin             | Disziplin   | Vorlauf | Vorlauf | Halbfinale | Halbfinale | Finale | Finale |
| Athletin             | Disziplin   | Zeit    | Platz   | Zeit       | Platz      | Zeit   | Platz  |
| -------------------- | ----------- | ------- | ------- | ---------- | ---------- | ------ | ------ |
| Klawdija Afanassjewa | 20 km Gehen |         |         |            |            | DSQ    | DSQ    |

#### Sprung/Wurf
| Athletin            | Disziplin      | Qualifikation | Qualifikation | Finale        | Finale        |
| Athletin            | Disziplin      | Weite/Höhe    | Platz         | Weite/Höhe    | Platz         |
| ------------------- | -------------- | ------------- | ------------- | ------------- | ------------- |
| Irina Gordejewa     | Hochsprung     | 1,89 m        | 16            | ausgeschieden | ausgeschieden |
| Marija Lassizkene   | Hochsprung     | 1,92 m        | 1             | 2,03 m        | Gold          |
| Olga Mullina        | Stabhochsprung | 4,55 m        | 8             | 4,55 m        | 8             |
| Anschelika Sidorowa | Stabhochsprung | NM            | NM            | ausgeschieden | ausgeschieden |
| Darja Klischina     | Weitsprung     | 6,66 m        | 1             | 7,00 m SB     | Silber        |
| Wera Rebrik         | Speerwurf      | NM            | NM            | ausgeschieden | ausgeschieden |

### Männer

#### Laufdisziplinen
| Athlet             | Disziplin    | Vorlauf | Vorlauf | Halbfinale | Halbfinale | Finale    | Finale |
| Athlet             | Disziplin    | Zeit    | Platz   | Zeit       | Platz      | Zeit      | Platz  |
| ------------------ | ------------ | ------- | ------- | ---------- | ---------- | --------- | ------ |
| Sergei Schubenkow  | 110 m Hürden | 13,47 s | 15      | 13,22 s    | 3          | 13,14 s   | Silber |
| Sergei Schirobokow | 20 km Gehen  |         |         |            |            | 1:18,55 h | Silber |

#### Sprung/Wurf
| Athlet           | Disziplin      | Qualifikation | Qualifikation | Finale        | Finale        |
| Athlet           | Disziplin      | Weite/Höhe    | Platz         | Weite/Höhe    | Platz         |
| ---------------- | -------------- | ------------- | ------------- | ------------- | ------------- |
| Ilja Iwanjuk     | Hochsprung     | 2,29 m        | 7             | 2,25 m        | 6             |
| Danil Lyssenko   | Hochsprung     | 2,31 m        | 3             | 2,32 m        | Silber        |
| Ilja Mudrow      | Stabhochsprung | 5,45 m        | 22            | ausgeschieden | ausgeschieden |
| Alexander Menkow | Weitsprung     | 8,07 m        | 5             | 8,27 m        | 4             |
| Alexander Lesnoi | Kugelstoßen    | 19,67 m       | 26            | ausgeschieden | ausgeschieden |
| Wiktor Butenko   | Diskuswurf     | 59,29 m       | 23            | ausgeschieden | ausgeschieden |
| Sergei Litwinow  | Hammerwurf     | 73,48 m       | 17            | ausgeschieden | ausgeschieden |
| Waleri Pronkin   | Hammerwurf     | 75,09 m       | 10            | 78,16 m       | Silber        |
| Alexei Sokirski  | Hammerwurf     | 75,50 m       | 8             | 77,50 m SB    | 5             |

#### Zehnkampf
| Athlet           | Disziplin | 100 m   | Weitsprung | Kugelstoßen | Hochsprung | 400 m   | 110 m Hürden | Diskuswurf    | Stabhochsprung | Speerwurf     | 1500 m        | Punkte | Platz |
| ---------------- | --------- | ------- | ---------- | ----------- | ---------- | ------- | ------------ | ------------- | -------------- | ------------- | ------------- | ------ | ----- |
| Ilja Schkurenjow | Ergebnis  | 11,17 m | 7,62 m SB  | 13,48 m     | 2,08 m     | 49,02 s | DSQ          | DNS           | DNS            | DNS           | DNS           | −      | −     |
| Ilja Schkurenjow | Punkte    | 823     | 965        | 697         | 878        | 860     | 0            | ausgeschieden | ausgeschieden  | ausgeschieden | ausgeschieden | −      | −     |